# Hygge

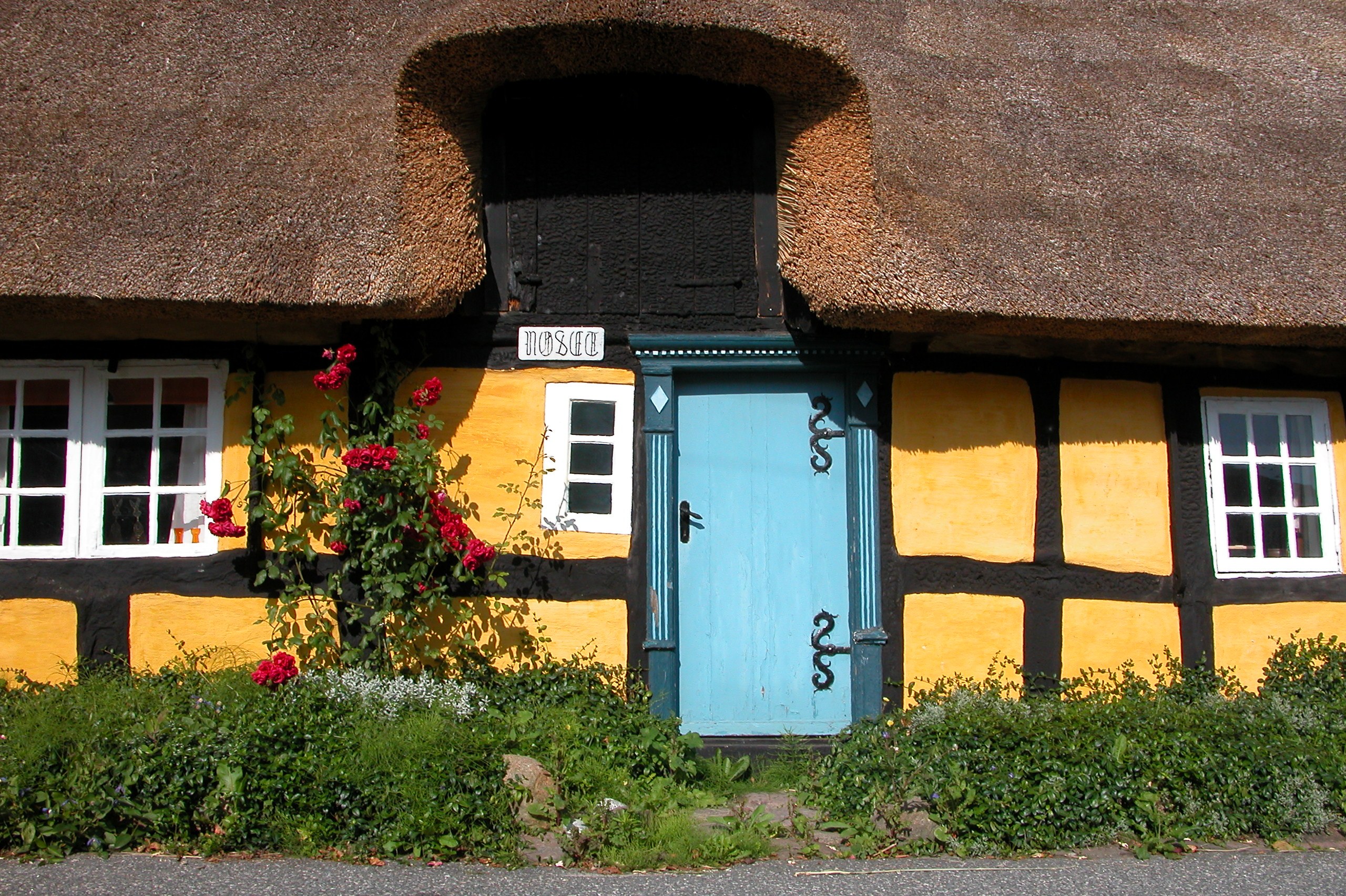
O casă hygge pe insula Ærø.

Hygge (din daneză și norvegiană ['hygə]) este un adjectiv danez și norvegian frecvent utilizat, ceea ce înseamnă „confortabil”, „plăcut”, „frumos”, „bun”. Hygge are chiar mai multe conotații cum ar fi „protejat”, „intim”, „cămin confortatbil”, „dulce”, „pitoresc”, „confort”, „mic, dar frumos”, „drăguț”. Acest adjectiv este adesea folosit în sensul de „tipic danez”.
Hygge este un concept folosit de danezi pentru a arăta modul de viață frumos. 
În limba daneză „hygge” semnifică că aparții unui loc, înseamnă căldură, confort și mulțumire.